# 瓜尔迪亚尔菲耶拉
瓜尔迪亚尔菲耶拉（義大利語：Guardialfiera），是意大利坎波巴索省的一个市镇。总面积43平方公里，人口1168人，人口密度27.2人/平方公里（2009年）。ISTAT代码为070027。